# رضوان بركاوي
رضوان بركاوي ( 4 أبريل 1979 في الدار البيضاء ) لاعب كرة قدم مغربي، يلعب حاليا لصالح نادي وداد فاس في مركز مهاجم وقد خاض اللاعب العديد من التجارب الاحترافية في كل من تونس والبحرين وسوريا وإندونيسيا قبل العودة إلى المغرب موسم 2011/12 واللعب رفقة ناديه الحالي وداد فاس في البطولة الوطنية المغربية .